# Resolution 1397 des UN-Sicherheitsrates
Die Resolution 1397 des UN-Sicherheitsrates wurde am 12. März 2002 auf der 4489. Sitzung des UN-Sicherheitsrates mit 14 Stimmen ohne Gegenstimme angenommen, mit einer Enthaltung (Syrien). Sie fordert Israel und die Palästinenser auf, die seit September 2000 anhaltenden gewaltsamen Auseinandersetzungen sofort zu beenden. Zur Lösung des israelisch-palästinensischen Konflikts wird zum ersten Mal in einer Resolution des Sicherheitsrats eine Zweistaatenlösung vorgeschlagen.

## Vorgeschichte
Ende September 2000 begann die Zweite Intifada. Auf dem Krisengipfel in Scharm El-Scheich im Oktober 2000 ging man noch davon aus, dass die Auseinandersetzungen in Kürze beendet sein würden. Um in Zukunft derartige Eskalationen zu verhindern, sollte ein Maßnahmenplan erarbeitet werden. Dieser „Mitchell-Bericht“ wurde am 30. April 2001 vorgelegt.
Am 13. Juni 2001 wurde der Tenet-Plan für einen Waffenstillstand und Sicherheitszusammenarbeit veröffentlicht.

## Resolution
Zunächst wird auf die Gültigkeit der vorhergehenden Resolutionen 242 (1967) und 338 (1973) hingewiesen.
Dann wird verlangt, dass alle Gewalthandlungen, Terrorakte, Provokationen und Zerstörungen eingestellt werden.
Beide Seiten werden aufgefordert, den Tenet-Plan und die Empfehlungen des Mitchell-Berichts umzusetzen und die Verhandlungen wieder aufzunehmen.